# Северенс (Колорадо)
Северенс (англ. Severance) — місто (англ. town) в США, в окрузі Велд штату Колорадо. Населення — 7683 особи (2020).

## Географія
Северенс розташований за координатами 40°32′22″ пн. ш. 104°52′12″ зх. д. / 40.53944° пн. ш. 104.87000° зх. д. (40.539336, -104.870122).  За даними Бюро перепису населення США в 2010 році місто мало площу 16,19 км², з яких 15,93 км² — суходіл та 0,25 км² — водойми. В 2017 році площа становила 17,37 км², з яких 17,12 км² — суходіл та 0,26 км² — водойми.

## Демографія
Згідно з переписом 2010 року, у місті мешкало 3165 осіб у 1105 домогосподарствах у складі 929 родин. Густота населення становила 196 осіб/км².  Було 1161 помешкання (72/км²).
Расовий склад населення:
| - 94,4 % — білих - 0,9 % — азіатів - 0,4 % — чорних або афроамериканців - 0,3 % — корінних американців - 1,7 % — осіб інших рас |

До двох чи більше рас належало 2,2 %. Частка іспаномовних становила 7,0 % від усіх жителів.
За віковим діапазоном населення розподілялося таким чином: 29,1 % — особи молодші 18 років, 65,7 % — особи у віці 18—64 років, 5,2 % — особи у віці 65 років та старші. Медіана віку мешканця становила 33,6 року. На 100 осіб жіночої статі у місті припадало 105,3 чоловіків;  на 100 жінок у віці від 18 років та старших — 104,5 чоловіків також старших 18 років.
Середній дохід на одне домашнє господарство  становив 96 486 доларів США (медіана — 85 625), а середній дохід на одну сім'ю — 102 288 доларів (медіана — 90 250). Медіана доходів становила 65 779 доларів для чоловіків та 39 476 доларів для жінок. За межею бідності перебувало 3,8 % осіб, у тому числі 5,0 % дітей у віці до 18 років та 0,0 % осіб у віці 65 років та старших.
Цивільне працевлаштоване населення становило 1657 осіб. Основні галузі зайнятості: освіта, охорона здоров'я та соціальна допомога — 25,9 %, науковці, спеціалісти, менеджери — 17,1 %, виробництво — 12,1 %, будівництво — 8,9 %.